# دانشگاه ایالتی سم هیوستن
دانشگاه ایالتی سم هیوستن (به انگلیسی: Sam Houston State University) یک دانشگاه تحقیقاتی دولتی در هانتسویل واقع در ایالت تگزاس آمریکا است که سال ۱۸۷۹ میلادی بنیان‌نهاده شده‌است. این دانشگاه یکی از دانشگاه‌های سامانه دانشگاهی ایالتی تگزاس می‌باشد.